# گوندومار
یکی از شهرهای کشور پرتغال است که در شرق آن واقع شده‌است و جمعیت آن ۱۶۸٬۰۲۷ نفر می‌باشد.